# Капичибашија
Капичибашија (турски: kapıcıbaşı) био је главни међу чуварима врата у османској палати.  У раној фази османске државности постојао је један једини носилац титуле. Временом се умножавао и било је у 18. веку око 150 истовремених власника титула. Носилац је надгледао чуваре палате, био је задужен за чување капија, преносио поруке и наређења и извршавао наредбе Царског савета.

## Историја
Као и у Мамелуцима, у Османском царству, вратари су имали разне дужности, попут чувара палате и службеника. Међу официрима бируна били су вратари који су чували стражу на првој и другој главној капији палате Топкапи. Заштита треће капије,  била је дужност ага ендеруна. Вратари који су чекали на трећој капији, званој и Ортакапи, били су привилегованији. Овде је сваке ноћи један портир остао на дужности и надзирао вратаре. Они би пратили султана у петковским и бајрамским честиткама и стајали испред престола током свечаности.
Главне дужности вратара, осим страже, биле су да воде оне који су дошли у палату и да прате посао у данима када је сазван Диван, и да никога не пуштају наоружаног из Ортакапија. 
Капачибашије су такође били деца из девширме система, киднаповани на Балкану и одведени у Османско царство да се школују и да служе.

## Познате капичибашије
- Кара Муса паша
- Чобан Мустафа паша
- Коча Мустафа паша
- Курд Мехмед паша
- Изет Ахмет паша
- Топал Осман паша
- Пјали паша
- Кеки Абди паша